# Średniówka (wieś)
Średniówka – wieś w Polsce położona w województwie lubelskim, w powiecie biłgorajskim, w gminie Goraj.
| SIMC    | Nazwa              | Rodzaj    |
| ------- | ------------------ | --------- |
| 0887948 | Opacz              | część wsi |
| 0887960 | Średniówka-Kolonia | kolonia   |
| 0887954 | Usłonie            | część wsi |

W latach 1975–1998 miejscowość administracyjnie należała do województwa zamojskiego. 
Wieś jest sołectwem w gminie Goraj. Według Narodowego Spisu Powszechnego z roku 2011 wieś liczyła 164 mieszkańców i była dziesiątą co do liczby ludności miejscowością gminy.
Wierni Kościoła rzymskokatolickiego należą do parafii św. Kazimierza Królewicza w Radzięcinie.